# ショーリンズロード
『ショーリンズロード』（少林寺への道、SHAO-LIN'S ROAD、米国アーケード版タイトル KICKER） はコナミ（現・コナミアミューズメント）が1985年に発表したアクションゲーム。
香港や中国などで製作された映画に『少林寺への道』という作品が存在するが、本ゲームとは関係ない。

## 概要
同年にコナミが製作した『イー・アル・カンフー』の番外的なゲーム。ただ、本作の場合は相手をKOするのではなく、ステージ上に現れる敵を一定数倒すことでクリアとなる。画面の上を飛来して石（倒せる）を落としてくる鳥は対象外。また、『イー・アル・カンフー』は横画面だったが、本作は縦画面仕様となっている。
主人公のワンピョウ（国外版ではKickerもしくはLee）は幻の拳法「陳家秘伝の少林拳」を会得したが、彼の師・ラオチューを暗殺した悪の軍団「ヤムチャ団」の本拠「邪拳寺」に囚われ、ひしめく悪漢達を倒して脱出を図る。1ステージ（ゲーム上ではSTEP○と表記）につき2ラウンドという構成で、2ラウンド目にはボスが登場する。ステージ2ボスのミンミンはアーケード版『イー・アル・カンフー』に登場したスターの妹という設定。なお、資料によっては主人公が『イー・アル・カンフー』のリー・ウーロンと混同されている場合もある。
ライフは1ラウンドにつき4つ設定されている。敵に触れた（攻撃を受けた）り、足場の端から落下するとライフが1つ減る。全て無くなると1ミス。ライフが多いほど、クリア時に加算されるボーナス点も多い。
ステージ数は5まででステージ5クリア後はステージ1から始まるの繰り返しで、難易度については至って低めで、複雑な操作もないためやり込めば1周クリアも可能である。

## アイテム
敵を倒していると、丸い玉が出てくる。いずれも獲得してから一定時間が経つと自動的に消える。
- 紫色の玉 - プレイヤーが向いている方向に貫通力のある鉄球を投げる。投げた後は左右方向のレバー入力により操作が可能で、有効時間内であれば何度でもキャッチして再び投げられる。
- 黄色の玉 - 左右に気合弾を放つ。こちらは貫通がない。
- 緑色の玉 - バリアの役目を果たす。

この他、ラーメンやシュウマイといったボーナスアイテムもたまに出現する。ボーナスアイテムに攻撃することでボーナスを獲得出来る。

## 移植
欧米ではコモドール64やAmstrad CPCにも『Shao-Lin's Road』として移植された。
日本国内の家庭用ゲーム機では、プレイステーションの『コナミ80'sアーケードギャラリー』とニンテンドーDS『コナミ アーケード コレクション』に収録されている。後者では、DS本体の言語を日本語以外に設定してから始めると、英語版タイトルの『KICKER』がプレイ出来る。
また、2023年11月9日にはアーケードアーカイブスの1作品としてPlayStation 4版とNintendo Switch版が配信。日本国内版の他に海外版（『KICKER』)も収録されている。